# 陈涛镇
陈涛镇，是中华人民共和国江苏省盐城市滨海县下辖的一个乡镇级行政单位。

## 行政区划
陈涛镇下辖以下地区：
郭集社区、条洋村、丁墩村、长吉村、六联村、七层村、五层村、辛庄村、吉龙村、新联村、陈涛村、友联村、新滩村、屋基村、友渔村、七顷村、盐路村、樊圩河村和后三层村。